# Sancha Hai’an
Koordinaten: 62° 10′ S, 58° 58′ W
Sancha Hai’an (chinesisch 三岔海岸, Pinyin Sān chà hǎi àn, deutsch Drei-Zinken-Küste) ist ein Küstenabschnitt von King George Island im Archipel der Südlichen Shetlandinseln. Er liegt im Nordwesten der Fildes-Halbinsel und schließt drei Landspitzen ein, von denen die mittlere Xibeizhanqiao Bandao ist.
Chinesische Wissenschaftler benannten die Küste im Zuge von Vermessungs- und Kartierungsarbeiten im Jahr 1986.